# Jura (departement)
Jura je francouzský departement ležící v regionu Burgundsko-Franche-Comté. Název pochází od pohoří Jura. Hlavní město je Lons-le-Saunier.

## Geografie

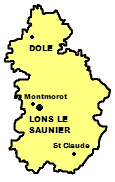
Mapa

## Nejvýznamnější města

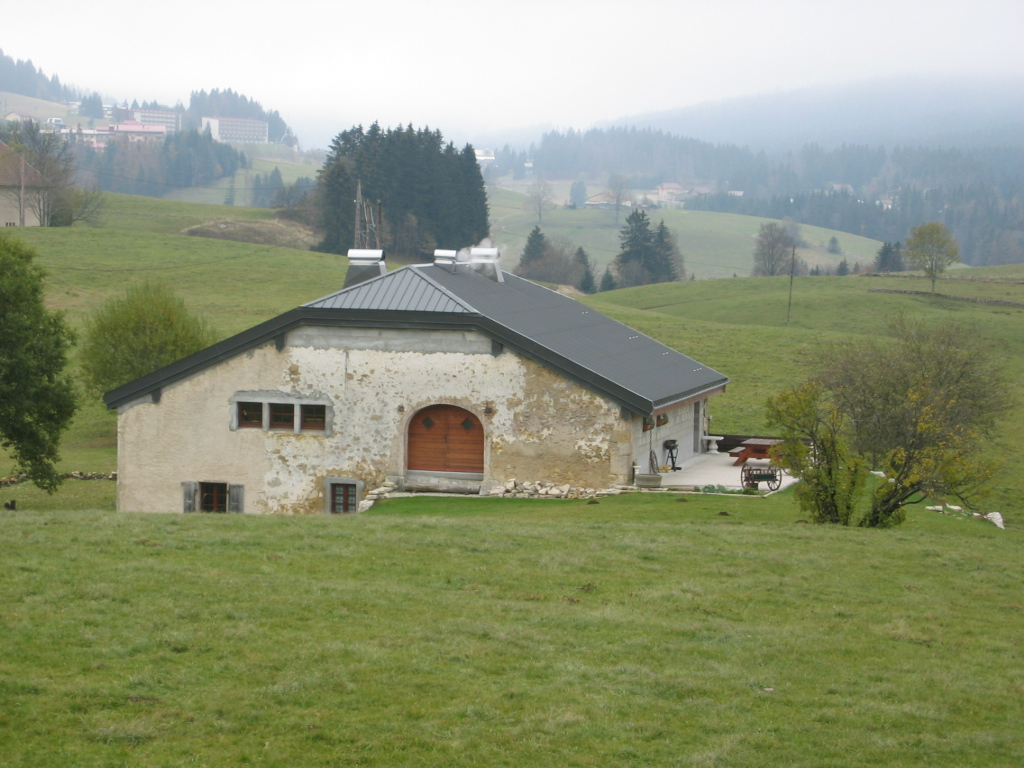
Typický dům v kantonu Jura

- Dole
- Lons-le-Saunier
- Arbois
- Salins-les-Bains